# أندريا فيليبس
أندريا فيليبس (بالإنجليزية: Andrea Phillips)‏ هي مصممة ألعاب أمريكية، ولدت في 20 يوليو 1974 في ميشيغان في الولايات المتحدة.